# Bubble-B
Bubble-B, prononcé Baburubi, de son vrai nom Atsushi Nakazima, est un musicien, producteur et disc jockey de musique électronique japonais.

## Biographie
Atsushi Nakazima est né à Kyoto en 1976, et vivra par la suite à Kawasaki. Il publie son premier album studio solo, 金持ち男 '90 en 2000 au label Toy Label, une succursale de Speedking Productions, un label indépendant dirigé par Nakazima. En 2009 sort la compilation Are You Ready!!!! -J-Kota Beginning- sur laquelle il participe avec le morceau バリバリスナック (ナシゴレン味) avec l'artiste Enjo-G ; l'album fait aussi participer M-Project et m2dy.
En 2012, Bubble-B termine un nouvel album studio, intitulé レジャーやくざは君に語りかける, accompagné d'Enjo-G. L'album, qui résume les dix ans de carrière musicale de Nakazima, est annoncé pour le 30 avril 2012 au Japon. L'album comprend des versions remasterisées et remixées, notamment par DJ Shimamura, de morceaux issus de ses anciens albums et EP. Nakazima publie par la suite un ouvrage pour gourmets intitulé Travel - Over a National Food Chain Head Office Pilgrimage - Roots, chez l'éditeur Daiwa Shobo, le 25 juillet 2013,. Toujours en 2013, il réalise un clip pour le morceau Yo! SexyGirl. En 2014, il s'associe à m1dy pour la sortie d'un CD une piste intitulé Korekue#Death, uniquement distribué lors des concerts japonais. 
À la fin 2016, il est annoncé au Shimokitazawa Basement Bar de Tokyo pour janvier 2017. En septembre 2017, il effectue un podcast aux côtés de m1dy. Pour commémorer ses 17 ans de carrière musicale, Nakazima publie un album remix intitulé リミックスやくざが君を追いかける, le 9 septembre 2017 sur Bandcamp et l'iTunes Store. L'album comprend la version remixée du single Bakugan minivan ~ Highway Star ~ par Takano Ochi, publié en mai la même année. En octobre la même année, il participe à l'album remix 節子REMIXIES.

## Projets parallèles
Nakazima est également membre d'un groupe notable qu'il qualifie de « nardcore » appelé Karatechno (ou Karatekuno),. Il s'agit d'un one man band mené par Bubble-B depuis 1997. Les albums du projet mêlent arts martiaux et techno hardcore.

## Discographie

### Albums studio
- 2000 : 金持ち男 '90 (Toy Label)
- 2002 : Bubble Fever (Toy Label)
- 2002 : ぞっこん! バーベキュー (Toy Label)
- 2003 : ガモリ (Toy Label)
- 2009 : Big Bang (Toy Label)
- 2010 : Gamori 2 (Toy Label)
- 2012 : レジャーやくざは君に語りかける (feat. Enjo-G) (Toy Label)
- 2014 : 死 (avec m1dy)
- 2017 : 117

### EP et singles
- 2000 : アンチ ナードコアEP Vol.3 (Toy Label, Club 90)
- 2012 : ぞっこん! バーベキュー (7", single)

### Apparitions
- 1997 : 空手ガバ一代 (avec Karatechno)
- 1998 : 地上最強のカラテクノ (avec Karatechno)
- 1999 : 激突！カラテクノ (avec Karatechno)
- 1999 : The Godhand Experience (avec Karatechno)
- 2007 : 最強最後のカラテクノ (avec Karatechno)
- 2015 : 演舞レイヴ クロニクル (avec Karatechno)